# Boston Stores (Californië)
Boston Stores, oorspronkelijk en later vaak The Boston Store genoemd, was een warenhuisketen gevestigd in Inglewood, Californië, net ten zuidwesten van Los Angeles. De warenhuisketen was van 1934 tot en met 1996 actief.

## Geschiedenis
Ira Kaufman startte de keten in 1934 met één winkel in het centrum van Inglewood. In 1990 telde het bedrijf 20 winkels, 14 in Californië en 6 in Arizona, met ongeveer 1.000 werknemers. In 1990 werd het hoofdkantoor verplaatst naar Carson, ongeveer 21 kilometer ten zuiden van Inglewood.
Er zijn tientallen winkels geweest die "Boston Store" heetten in de VS, waaronder J.W. Robinson's, dat in de late 19e en vroege 20e eeuw die naam droeg in zijn vestigingen in het centrum van Los Angeles; en twee niet-gerelateerde "Boston Stores" - een die in 1925 actief was op South Broadway 320 in het centrum van Los Angeles in het oude Blackstone's Department Store-gebouw en een andere in 1939, met vestigingen op South Broadway 331 in de oude Jacoby Bros.-winkel en op Whittier Boulevard 4755 in East Los Angeles. Geen van beiden had een relatie met de in Inglewood gevestigde Boston Stores.
In 1972 nam Boston Stores het warenhuis Myers Whittier over. In 1984 werden de warenhuizen van Wineman's overgenomen. Boston Stores kocht in 1990 het warenhuis Moore's Department Store in Lompoc.

## Verval en liquidatie
De keten had lange tijd gematigd geprijsde nationale merken gepromoot zoals Hart, Schaffner en Marx, zoals het deze promootte: "kwaliteitsleiderschapsmerken", met een filosofie van het exploiteren van intieme, kleinere winkels van 930 m² tot 1.860 m² (hoewel sommige groter waren, zoals in Rossmore), in buurtwinkelcentra en gebieden die relatief ver van winkelcentra en grote warenhuizen lagen of anderszins onderbediend waren. 
In 1984 leidde voorzitter Donald Kaufman het management bij een leveraged buyout van zijn vader, Ira. Dit, samen met de overname van ketens als Wineman's en Malcolms en een nieuw geautomatiseerd inventaris- en kassasysteem ter waarde van $ 1 miljoen, zorgde ervoor dat de schulden van het bedrijf in de jaren 1980 flink toenamen. In een interview met de Torrance Daily Breeze gaf Donald Kaufman toe dat het bedrijf in 1985 veel geld verloor, hoewel het in 1986 beter ging. De keten sloot rond deze tijd een aantal winkels, zoals Orangefair in Fullerton en Crenshaw-Imperial Plaza in Inglewood.
Bovendien braken er halverwege de jaren 1980 moeilijke tijden aan voor de lokale warenhuizen, omdat er in de meeste gebieden in Groot-Los Angeles grotere winkelcentra werden geopend, waar de warenhuizen het goed konden doen.  
In 1992 vroeg Boston Stores uitstel van betaling aan. Sommige winkels zijn gesloten. De resterende winkels werden in 1996 gesloten.